# Glyptothorax trewavasae
Glyptothorax trewavasae är en fiskart som beskrevs av Hora, 1938. Glyptothorax trewavasae ingår i släktet Glyptothorax och familjen Sisoridae. IUCN kategoriserar arten globalt som sårbar. Inga underarter finns listade i Catalogue of Life.